# Этот бессмертный
«Этот бессмертный» (англ. This Immortal) — роман американского фантаста Роджера Желязны, впервые опубликованный журналом The Magazine of Fantasy and Science Fiction двумя частями. В 1966 году получил премию «Хьюго».

## Сцена
Несколько столетий назад Земля пережила Три Дня — мировую ядерную войну, в результате которой человеческая цивилизация погибла. Многие города (упоминаются Вашингтон, Чикаго, Брюссель, Берлин, Москва, Ленинград) представляют собой радиоактивное пепелище.  Планета наводнена мутантами — как людей, так и животных. Немногие выжившие люди сосредоточились в основном на островах и побережьях Средиземноморья — там, где радиоактивный фон не такой высокий. Земляне живут мечтой о Возрождении — возрождении Земли как преуспевающей и процветающей планеты. Пока же Земля вынуждена довольствоваться ролью задворков Галактики.
Спустя примерно сотню лет после Трех Дней Земля вступила в контакт с представителями инопланетных цивилизаций. Многие люди, спасаясь от радиации, мигрировали на чужие планеты, устраиваясь слугами, библиотекарями, садовниками, мелкими клерками, искусствоведами. На Галере (одна из планет Веганской лиги) располагается правительство Земли. Планета Тэллер является столицей Веганской лиги. Поэтому веганцев часто называют теллеритами.
Для инопланетян основным интересом оказалась погибшая земная культура. Они активно скупают произведения искусства, памятники, немалым спросом пользуются бывшие курорты Лазурного берега и Греции. Чтобы противостоять алчности инопланетян, на Земле возникает подпольная организация «Рэдпол». Это полутеррористическое, полуэкономическое образование не брезгует ничем: ни обанкрочиванием принадлежавшим инопланетянам курортов, ни прямым убийствами инопланетян. Упоминается бомбардировка Мадагаскара, излюбленного курорта инопланетян. На самом деле Рэдпол уничтожил преуспевающее агентство веган, активно торгующее недвижимостью на Земле.
Кроме того, для веганцев огромный интерес представляют земные женщины. Неясно, речь идет о межрасовой проституции, или иных, неизвестных нам отношениях. Веганцы охотно платят земным женщинам за услуги эскорта, что совсем не добавляет им популярности в глазах землян.
По слухам, одним из тайных отцов-основателей  Рэдпола является Конрад Номикос. 

## Сюжет
Конрад Номикос — руководитель Археологического Управления Земли. Ему поручено сопровождать богатого туриста с Веги, по имени Коурт  Миштиго. Миштиго объявляет о желании посетить несколько мест на Земле, которые еще не скуплены инопланетянами. Несмотря на ненависть, которую Конрад испытывает к Миштиго, ему приходится спасать жизнь подопечного от покушений во время путешествия.

## Действующие лица
Конрад Номикос. 
От его имени ведется повествование. Высокий и очень сильный человек. Одна нога короче другой, глаза тоже разного цвета. Родился в ночь на Рождество. В Греции таких людей называют калликанзаридами. На момент повествования выглядит лет на тридцать. Сколько ему лет на самом деле, неизвестно, хотя делаются намеки, что ему больше трех сотен лет, причем для маскировки возраста Конрад время от времени меняет имя и фамилию. Упоминаются его предыдущее имя Константин Карагиозис. На Земле ходит легенда, что именно Константин Карагиозис отдал приказ о бомбардировке Мадакаскара. Рассказывают, что некогда  Константин Карагиозис был схвачен крысс-пауком, но остался жив, сломав твари хребет голыми руками. Является гидом в путешествии Миштиго.
 Коурт  Миштиго.  
Веганец. Гуманоид. Ярко-синяя кожа, принципиально другая система дыхания (проточная). Под одеждой у него расположены дополнительные ноздри, через которые выбрасывается выдыхаемый воздух. Воспринимаемый его глазами цветовой диапазон намного превосходит человеческий — он видит и инфракрасный свет и ультрафиолетовый. На руках по шесть пальцев. Миштиго с планеты Тэллер, является представителем богатейшего клана Стиго. Актер, журналист, политик. Путешествие на Землю предпринял, чтобы написать книгу.
 Гассан. 
Араб. Наемный убийца. Обвешан оружием с головы до ног. Эффективно убивает клинком, копьем, ядом, огнестрельным оружием, пращой. Конрад упоминает, что по приказу Константина Карагиозиса Гассан уничтожил Афинское отделение недвижимости, принадлежащее Управлению по делам недвижимости Земли. Нанят Дос Сантосом как телохранитель, однако Конрад подозревает, что Гассан должен убить его самого. Называет Конрада его старым псевдонимом "Карачи". Курит трубку с неким наркотиком, "избавляющим от волнения".
 Фил Гребер.  
Старый друг Конрада, писатель и поэт. Очень старый человек, невероятно худ. Холост. Больное сердце. На протяжении всего повествования демонстрирует к Миштиго ярко выраженную антипатию, тот отвечает ему тем же. Только в самом конце выясняется, что они настоящие, тонко понимающие друг друга друзья.
 Дональд Дос Сантос. 
Упоминается, что это очень влиятельный человек, но не объясняется, почему, кто он и чем занимается. Тайный член Рэдпола. Вызвался сопровождать Миштиго во время путешествия.
 Джордж Эммит. 
Руководитель Управления охраны дикой природы. Биолог, врач, энтомолог. Сконструировал паразита-клеща под названием "Слиш". Этот клещ паразитирует исключительно на крысс-пауках, не представляя опасности для земных организмов. Один из участников путешествия.
 Элен Эммит. 
Жена Джорджа Эммита. Миштиго, когда увидел ее в первый раз, спросил, сколько она стоит. Похоже, он все-таки заплатил ей, поскольку в путешествии Элен проводит все время в его обществе.
 Диана. 
Спутница Дос Сантоса. Высокая, в ярком рыжем парике, очень худа. Настолько, что кожа плотно обтягивает лицо и скулы, отчего говорит, практически не шевеля губами. Переспала с Конрадом.
 Кассандра. 
Жена Конрада, его последняя любовь. Считалась погибшей после катастрофического землетрясения в Средиземном море, когда остров Косс, где был дом Конрада, ушел под воду.
 Ясон. 
Сын Константина Карагиозиса. Ему больше ста лет. Пытается догнать экспедицию и предупредить отца.
 Лорелл Сэндс. 
Назначеный правительством Земли (находящимся на Галере) Управляющим делами Земли. Таким образом, является начальником Конрада. Он и поручил Конраду обязанности гида для сопровождения Миштиго во время путешествия.
 Прокруст. 
Предводитель племени куретов. Очень худ и высок, "ходячий скелет". Убит Гассаном.
 Доктор Моуби.  Человек, рожден на планете Тэллер. Изучал медицину, биологию, этологию. Прилетел на Землю, чтобы участвовать в пресловутом Возрождении. Не был нанят ни одним земным Управлением, остался без куска хлеба, прибился к племени куретов. Возвел их примитивное людоедство в высшую степень — придал ему некое подобие религии.

### Мутанты и инопланетные организмы
Крысс-пауки. 
Летающие твари, завезены с Титана. Демонстрировались в земных зоопарках. Во время Трех Дней вырвались на свободу, одичали, прижились на Земле. Активные и агрессивные хищники. Основали колонию в бывшей Калифорнии, где происходит спаривание. Джордж Эммит вывел породу клещей "Слиш", которые паразитировали исключительно на крысс-пауках. После заражения популяция крысс-пауков резко пошла на убыль.
 Боадилы. 
Мутанты, напоминающие удава боа и крокодила одновременно. Длинное тело, как у боа, гигантская зубатая пасть, как у крокодила. Шесть пар лап, напоминающих крокодильи. Подстерегают своих жертв возле воды (как крокодил), затем набрасывается и душит, обвиваясь кольцами, как боа. Одна из таких тварей напала на Миштиго на берегу Нила.
 Куреты.  Племя людей-мутантов, живущих в Греции, на юге Балканского полуострова, в дикой местности недалеко от города Волос. Людоеды, пожиратели путешественников. Их предводители — Прокруст и доктор Моуби. Эти двое еще сохранили следы разума, хотя остальные члены племени с трудом понимают человеческую речь и сами почти не говорят.
 Мертвяк. 
Мутант-человек, олигофрен чудовищной силы. Вампир. Имеет генетическое заболевание порфирия, по этой причине боится яркого света. Поэтому охотится по ночам. Почитался племенем куретов, как бог.
 Черный Фессальский Зверь. 
Вепрь, мутант. Кабан размером со слона, людоед. Был убит Кассандрой.
 Сатиры.
Люди-мутанты, практически лишены разума. Ниже пояса волосатые ноги, оканчивающиеся копытцами, человеческие руки, на голове козлиные рога. Кротки и неагрессивны, очень пугливы. С наслаждением слушают флейту Конрада.

## Награды и номинации
- Премия «Хьюго» за лучший роман, зима, 1966 [1]